# Labrys

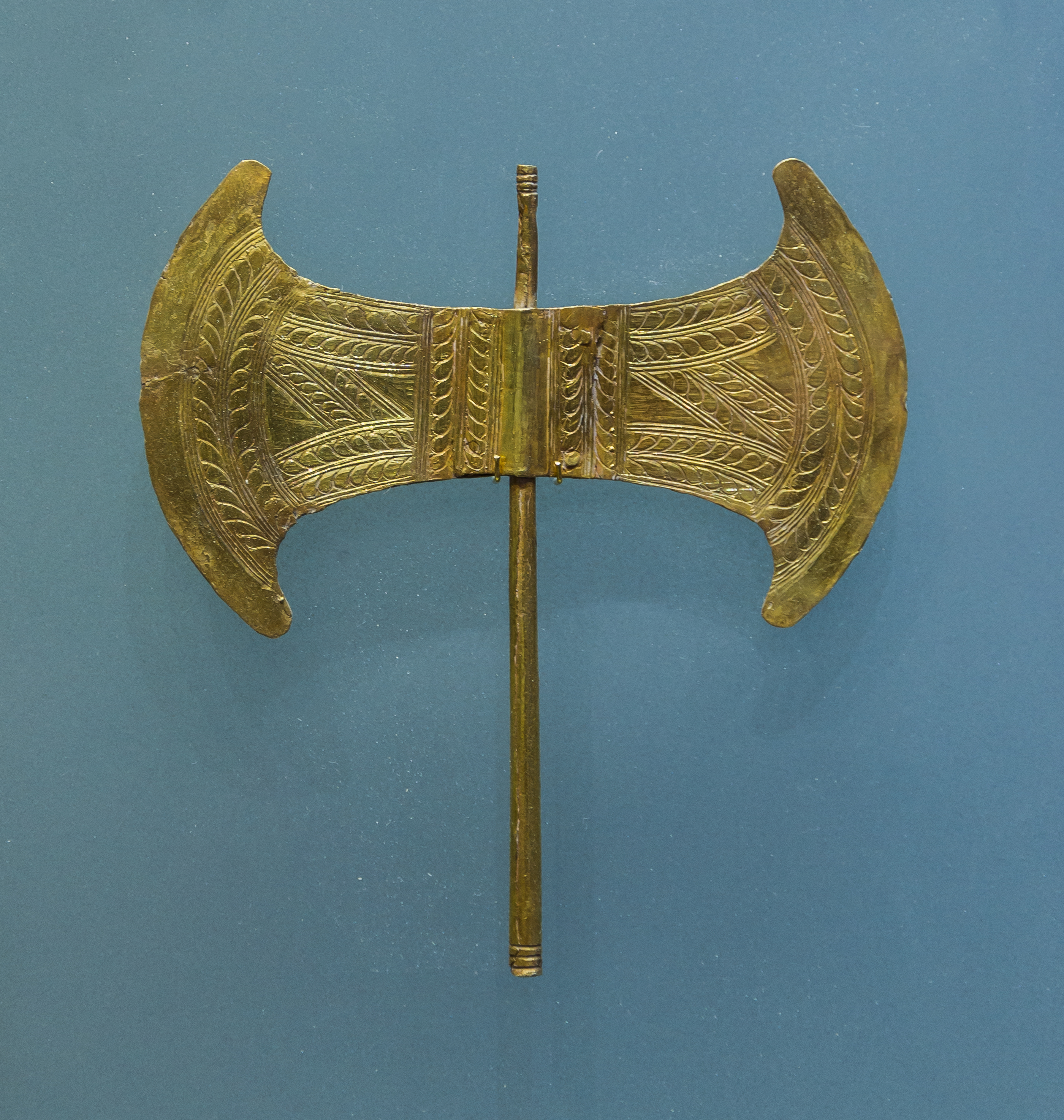
Minojski złoty toporek wotywny z miejsca kultowego na Krecie (1700-1450 p.n.e.)

Labrys (gr. λάβρυς) – topór o podwójnym ostrzu, składający się z dwóch obuchów w kształcie zaostrzonego klina i styliska z twardego drewna, metalu lub innego materiału. W podwójnym obuchu wykonany jest otwór równoległy do ostrza (najczęściej o przekroju prostokątnym), w którym za pomocą klina mocowane jest stylisko.
Topór o podwójnym ostrzu – labrys był bardzo ważnym symbolem kultowym. Znany jest m.in. z kultury minojskiej, celtyckiej i skandynawskiej. Artefakty takie znajdowano w miejscach kultu, ruinach domów, pałacach czy w grobach. Jak pisze Cirlot [2006, 423], w swojej odmianie labrys, odnosi się do labiryntu wyrażającego świat egzystencji, pielgrzymkę w poszukiwaniu centrum, gdzie on jest objawieniem tego centrum. W tej formie ma znaczenie chroniące i niszczące, oznaczające życie i śmierć. W tym też odniesieniu, mając na względzie krąg kulturowy i czas, do którego odnoszą się rozważania prezentowane w niniejszej książce, labrys oznacza „życie i śmierć Chrystusa w jednej osobie” [Kopaliński 2006, 432], a także symbol Sądu Ostatecznego, albowiem „…wszelkie drzewo nie dające dobrego owocu będzie wycięte i wrzucone w ogień” (Mt 3,10; Łk 3,9) [por. Zlatohlávek, Rätsch, Müller-Ebeling 2002].
Jest atrybutem św. Mateusza Ewangelisty, a jednocześnie jako „narzędzie katowskie”, którym zadano śmierć wiernym Chrystusa, stał się emblematem męczeństwa, atrybutem świętych, którzy ponieśli śmierć za wiarę zadaną tym właśnie narzędziemj.

## Historia i znaczenie kulturowe
Siekierki tego rodzaju znane są z kultury minojskiej, celtyckiej i skandynawskiej, w których miały prawdopodobnie znaczenie ofiarne (wotywne) lub symboliczne. Znajdowano je w miejscach kultu, ruinach domów, pałaców i w pochówkach (grobach); często także jako symbol ryty na kamiennych blokach ścian i słupach. Był też narzędziem pracy.
Topór o dwóch ostrzach stanowił oficjalne godło francuskiego kolaboracyjnego reżimu Vichy. Obecnie labrys jako emblemat jest stosowany przez lesbijki, a także przez niektóre środowiska neonazistowskie.
Orła połączonego z labrysem przedstawiał nacjonalistyczny symbol nazwany toporzeł, zaprojektowany przez Stanisława Szukalskiego. 
Współcześnie siekiery (topory) o dwóch ostrzach popularne są głównie w Ameryce Północnej wśród farmerów i drwali. 

Labrys na fladze szefa francuskiego rządu Vichy
Symbol labrysu jako współczesnego symbolu feministycznego